# باتريك ويليس
باتريك ويليس (بالإنجليزية: Patrick Willis)‏ هو لاعب كرة قدم أمريكية أمريكي، ولد في 25 يناير 1985 في بروكيتون في الولايات المتحدة.

## وصلات خارجية
- باتريك ويليس على موقع بوكس ريك (الإنجليزية) (registration required)
- باتريك ويليس على موقع إي إس بي إن.كوم (أن.أف.أل)3
- باتريك ويليس على موقع مرجع كرة القدم المحترفة.كوم (الإنجليزية)